# Гентски университет
Гентският университет (на нидерландски: Universiteit Gent) е университет в град Гент, Белгия. Той е основан през 1817 година от Вилем I, крал на Обединеното кралство Нидерландия, и става вторият фламандски университет след Льовенския. През 19 век Гентският университет се стреми да поддържа идеологическа неутралност за разлика от католическия Льовенски университет и либералния Брюкселски университет. Първоначално занятията се водят на латински, а след отделянето на Белгия от Обединеното кралство през 1830 година – на френски. През 1906 година започва преподаването и на нидерландски, който до 1930 година става единственият език на университета.

## Галерия
- Аула на Гентския университет
- Перистил на Аулата на Гентския университет
- Ректорат на Гентския университет
- Факултет по биоинженерни науки
- Институт по естествени науки
- Институт по хигиена, бактериология и съдебна медицина на Медицинския факултет
- Институт по технически науки
- Кампус Ледеганк
- Комплексът Бландин, гледан от белведерето на т.нар. Книжна кула, тоест Университетската библиотека
- Централна университетска библиотека
- Читалня в Централната университетска библиотека
- Панд – културен център на Гентския университет с музеи и библиотека

## Известни личности
Преподаватели
- Марк Ван Монтагю (р. 1933), биолог
- Фридрих Август Кекуле (1829-1896), химик, преподава през 1858-1865
- Анри Пирен (1862-1935), историк, преподава през 1886-1916 и 1918-1930

Студенти
- Мейрем Алмаджи (р. 1976), политик, завършва културология
- Лео Бакеланд (1863-1944), химик, завършва химия през 1884
- Марк Ван Монтагю (р. 1933), биолог
- Ги Верхофстад (р. 1953), политик, завършва право през 1974
- Димитър Върбанов (1901-1999), български инженер, завършва инженерство през 1932
- Юрдан Данчов (1871-1956), български инженер, завършва математика през 1893
- Адолф Кетле (1796–1874), статистик и астроном, завършва математика през 1819
- Хилде Кревитс (р. 1967), политик
- Емил дьо Лавеле (1822-1892), политикономист, учи през 1840-те
- Том Ланоа (р. 1958), писател, завършва филология
- Ив Льотерм (р. 1960), политик, завършва право през 1981
- Морис Метерлинк (1862-1949), писател, завършва право през 1885
- Жерар Мортие (1943-2014), музикален директор
- Стефан Петков (1866-1851), български ботаник, професор и академик на БАН. Основоположник на ботаническата наука в България
- Петер Пиот (р. 1949), лекар и дипломат, завършва медицина през 1974
- Христо Станишев (1863-1952), български инженер, завършва инженерство през 1889